# Antodynerus stiraspis
Antodynerus stiraspis är en stekelart som först beskrevs av Cameron 1910.  Antodynerus stiraspis ingår i släktet Antodynerus och familjen Eumenidae. Inga underarter finns listade i Catalogue of Life.